# Anorthoscoop
Een anorthoscoop is een instrument waarin een vervormde afbeelding als niet vervormd zal worden gezien. Het is 1829 ontworpen door Joseph Plateau (1801 - 1883). 
Het toestel berust op het principe dat het oog geen vloeiende beelden waarneemt maar korte flitsen. Tijdens deze fixaties van 300ms neemt het oog waar. Vervolgens treedt een saccade (snelle oogbeweging met als doel een fixatie) op waarbij 30ms geen beeld wordt waargenomen. Het apparaat is zo ingesteld dat de vervorming bij die 30 ms zit zodat geen vervorming wordt gezien.